# Steganomus tessmanni
Steganomus tessmanni är en biart som beskrevs av Gregory B. Pauly 1990. Steganomus tessmanni ingår i släktet Steganomus och familjen vägbin. Inga underarter finns listade i Catalogue of Life.